# مهدی دواتگری
مهدی دواتگری (زاده آذر ۱۳۴۵ در مراغه) نماینده دوره نهم مجلس شورای اسلامی و عضو کمیسیون امنیت ملی و سیاست خارجی مجلس شورای اسلامی است.

## زندگینامه
مهدی دواتگری، فرزند جواد دواتگری در سال ۱۳۴۵ در شهرستان مراغه به‌دنیا آمد. وی متاهل بوده و دارای دو فرزند است.

## تحصیلات
مهدی دواتگری در سال ۱۳۶۵ دیپلم، سپس لیسانس مدیریت بازرگانی و در سال ۱۳۸۰ مدرک کارشناسی ارشد رشته حقوق عمومی را اخذ کرده‌است.

## سوابق در مجلس نهم
حوزه انتخابیه مهدی دواتگری آذربایجان شرقی (عجب شیر و مراغه) بوده و وی با ۹۲٬۲۱۵ رای (۶۰٫۳۶ درصد آرا) به مجلس نهم راه یافت. وی در سال اول مجلس نهم عضو کمیسیون امنیت ملی و سیاست خارجی بوده‌است.
در موضوع مرگ ستار بهشتی، مهدی دواتگری نماینده ویژه مجلس در این پرونده بوده‌است.